# Paul Caillard
Pour les articles homonymes, voir Caillard.
Vincent Joseph Paul Caillard, né le 13 novembre 1832 à Paris, et, mort à Romilly-sur-Aigre (Eure-et-Loir) le 10 mars 1919, est un homme politique et auteur cynégétique français. 

## Biographie
Il est maire de Levallois-Perret du 1er janvier 1867 au 17 novembre 1870, nommé par Napoléon III lors de la création de la commune. Il devient le 10 novembre 1870 chevalier de la Légion d'honneur.
Ancien officier de marine, il collabore au Figaro sous le pseudonyme de Paul de Soulesmes. Passionné par la chasse, il importe en France le pointer anglais, le beagle et le cocker anglais. Il présente aussi des setters anglais en exposition en 1863. Le 14 août 1907, il devient officier de la Légion d'Honneur.
Il fut louvetier et maître de l 'équipage Rallye Condé à La Christinière 78 Condé/ Vesgre.

## Ouvrages
- Les Chasses en France et en Angleterre. Histoires de sport, 1864 Texte en ligne
- Des Chiens anglais de chasse et de tir et de leur dressage, préface de Gaspard de Cherville, 1882 Texte en ligne